# Eochaid III Mumho
Eochaid III Mumho lub Eochaid III Mumu – legendarny zwierzchni król Irlandii z dynastii Milezjan (linia Emera) w latach 821-800 p.n.e. Syn Mofebisa, syna Eochaida II Faebarglasa, zwierzchniego króla Irlandii. 
Według średniowiecznej irlandzkiej legendy i historycznej tradycji Eochaid doszedł do zwierzchniej władzy w Irlandii po pokonaniu i zabiciu króla Fíachy I Labrainne w bitwie pod Belgadan (Sliab Belgatain) w Iar-Mumu. Z tego powodu otrzymał przydomek „Mumho”. Zabił poprzedniego króla w zemście za śmierć ojca w bitwie pod Gathlach. Eochaid walczył w wielu bitwach przeciwko potomkom innej linii Milezjan, linii Eremona. Prowincja Munster otrzymała od niego nazwę. Eochaid rządził przez dwadzieścia jeden lat. Zginął w bitwie pod Cliach (Clíu) z ręki Aengusa Olmucady, syna Fiachy I Labrainne, zwierzchniego króla Irlandii. Aengus objął po nim zwierzchnią władzę nad wyspą. Eochaid pozostawił po sobie syna Ennę Airgthecha, który po osiemnastu latach pomścił śmierć ojca oraz objął zwierzchnią władzę nad Irlandią.